# پاسکواله مازوکی
پاسکواله مازوکی (انگلیسی: Pasquale Mazzocchi؛ زادهٔ ۲۷ ژوئیهٔ ۱۹۹۵) بازیکن فوتبال اهل ایتالیا است.
از باشگاه‌هایی که در آن بازی کرده‌است می‌توان به باشگاه فوتبال پروجا و باشگاه فوتبال پارما اشاره کرد.